# Pašupati

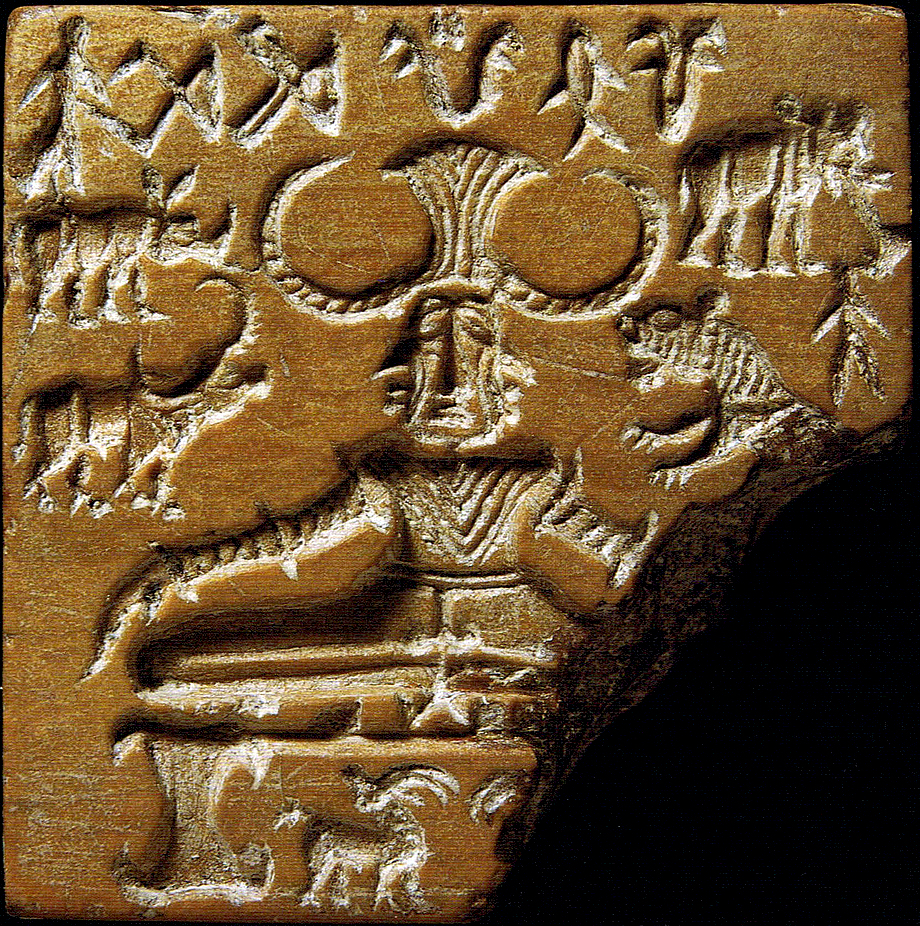
Šiva Pašupati na vyobrazení

Pašupati (sanskrt पशुपति, paśupati), „Pán tvorstva“, je jedna ze starších manifestací boha Šivy. Ve védském období bylo jméno Pašupati používáno pro boha Rudru, Šivova přímého předchůdce. V Nepálu se nachází Pašupatiho chrám, který je jedním z nejposvátnějších míst nepálských a z části i indických hinduistů. Podle některých teorií se vyobrazení Šivy v podobě Pašupatiho objevovalo na pečetidlech harappské kultury. Šrí Pašupati Nátha ("Svatý Pašupati, Ochránce") je národní bůh Nepálu, jehož kult se vyvinul ze zárodečné teologie historického šivaismu z 1. až 2. století n. l., z nejstarší systematické školy šivaismu zvané Pašupata Daršana. Pašupati má v této tradici pět tváří, považovaných v šivaismu za pět pozemských inkarnací Šivy. Pátou a ústřední je Íšana, "který je nepoznatelný dokonce i věštcům" (Šiva Mahápurána) a je pozemským zjevením Šivovy milosti. Od něj odvozuje svůj původ Íšana Sampradája ("Tradice Íšany"), jedna z nejstarších tradic historického šivaismu, která je v tamilské poémě Manimekalai, napsané buddhistickým básníkem Čithalai Čathanarem v 6. století n. l., ztotožněna s lidem Nasrani, tj. obcí indických křesťanů apoštola Tomáše.